# Runaway Train (canção)
"Runaway Train" é uma canção da banda de rock americana, Soul Asylum. É a terceira faixa e último single do álbum Grave Dancers Union (1992), sendo lançado em 1º de junho de 1993. Foi produzida por Michael Beinhorn. A canção aborda pessoas desaparecidas, como no vídeo musical. No entanto, o vocalista Dave Pirner alega que originalmente, as letras possuem uma temática sobre a sua depressão.
Em meados de 1993, alcançou a posição de número 5 pela Billboard Hot 100 e, a segunda posição no Mainstream Top 40 dos Estados Unidos, subindo para o topo no RPM Top Singles, do Canadá. Ganhou certificação de ouro pela Recording Industry Association of America (RIAA), chegando a vender 600 mil cópias. Mundialmente, "Runaway Train" foi um grande sucesso, estando no Top 5 em nove países da Europa; a canção rendeu-lhes o Prêmio Grammy de 1994, na categoria de "Melhor Canção de Rock".

## Versõescover
"Runaway Train" foi tocada em 2014 por Brent Smith e Zach Myers, membros da banda de rock americana Shinedown. Em 2019, a organização Centro Nacional para Crianças Desaparecidas e Exploradas convidou Jamie Commons, Skylar Grey e Gallant a fazerem um cover da música à campanha "Runaway Train 25".

## Lista de faixas
- CD single

1. "Runaway Train" –  4:26
2. "Black Gold" (Live) – 3:55
3. "Never Really Been" (Live) – 3:12

- Maxi single

1. "Runaway Train" –  4:26
2. "Black Gold" (Live) – 3:55
3. "Never Really Been" (Live) – 3:12
4. "By the Way" – 3:44
5. "Everybody Loves a Winner" – 5:07

## Paradas musicais
| País/Parada (1993–94)               | Melhor posição |
| ----------------------------------- | -------------- |
| Alemanha (Media Control Charts)     | 4              |
| Austrália (ARIA Charts)             | 11             |
| Áustria (Ö3 Austria Top 40)         | 3              |
| Bélgica (Ultratop 50 Flandres)      | 8              |
| Canadá (Top 100 Singles)            | 1              |
| Canadá (Adult Contemporary)         | 9              |
| Dinamarca (IFPI)                    | 4              |
| Estados Unidos (Adult Contemporary) | 15             |
| Estados Unidos (Alternative Songs)  | 13             |
| Estados Unidos (Hot 100)            | 5              |
| Estados Unidos (Mainstream Rock)    | 3              |
| Estados Unidos (Pop Songs)          | 2              |
| Finlândia (Suomen virallinen lista) | 11             |
| França (SNEP)                       | 16             |
| Irlanda (Irish Singles Chart)       | 6              |
| Nova Zelândia (Recorded Music NZ)   | 2              |
| Noruega (VG-lista)                  | 2              |
| Países Baixos (Dutch Top 40)        | 3              |
| Países Baixos (MegaCharts)          | 3              |
| Polónia (LP3)                       | 3              |
| Reino Unido (UK Singles Chart)      | 7              |
| Suécia (Sverigetopplistan)          | 2              |
| Suíça (Schweizer Hitparade)         | 2              |

| País/Parada (1993)                | Melhor posição |
| --------------------------------- | -------------- |
| Alemanha (Media Control Charts)   | 18             |
| Austrália (ARIA Charts)           | 45             |
| Áustria (Ö3 Austria Top 40)       | 11             |
| Bélgica (Ultratop 50 Flandres)    | 45             |
| Canadá (Top 100 Singles)          | 8              |
| Canadá (Adult Contemporary)       | 61             |
| Estados Unidos (Hot 100)          | 22             |
| Nova Zelândia (Recorded Music NZ) | 23             |
| Países Baixos (MegaCharts)        | 29             |

## Certificações
| Alemanha (BVMI) | Ouro | 250 500^ |
| Austrália (ARIA) | Ouro | 35 000^  |
| Áustria (IFPI Áustria)                                                                                               | Ouro | 25 000*  |
| Estados Unidos (RIAA)                                                                                                | Ouro | 600 000  |
| Nova Zelândia (RIANZ)                                                                                                | Ouro | 5 000*   |
| Suécia (GLF) | Ouro | 25 000^  |
| *Números de vendas com base em certificação individual. ^Carregamentos enviados com base em certificação individual. |      |          |